# IC 4033
IC 4033 је лентикуларна галаксија у сазвјежђу Береникина коса која се налази на листи објеката дубоког неба у Индекс каталогу.
Деклинација објекта је + 27° 58' 20" а ректасцензија 13h 0m 28,6s. Привидна величина (магнитуда) објекта IC 4033 износи 15,0 а фотографска магнитуда 16,0. IC 4033 је још познат и под ознакама RB 100, DRCG 27-147, PGC 44771.